# Ионичев, Пётр Григорьевич
Пётр Григорьевич Ионичев (1916—1941) — пулемётчик 300-го стрелкового полка (7-я стрелковая дивизия, 7-я армия Северо-Западного фронта),  Герой Советского Союза (1940). На момент совершения подвига - рядовой, впоследствии - старший сержант.

## Биография
Родился в 1916 году в деревне Привич (ныне Дмитровского района Орловской области) в крестьянской семье. Русский.
В 1928 году окончил 4 класса школы. Работал в кузнице. В 1936 году окончил курсы трактористов в городе Дмитровск-Орловский (Орловская область) и работал трактористом в колхозе на родине.

### Советско-финская война
В Красной армии с 1937 года. Участник советско-финской войны 1939—1940 годов.
Пулемётчик 300-го стрелкового полка (7-я стрелковая дивизия, 7-я армия, Северо-Западный фронт) комсомолец красноармеец П. Г. Ионичев 23 февраля 1940 года подавил препятствовавшую продвижению пехоты огневую точку противника. В бою 3 марта 1940 года он уничтожил ещё несколько вражеских огневых точек. Отважный воин был в первых рядах атакующих при взятии города Выборга (ныне в Ленинградской области).

### Великая Отечественная война
С 1940 года учился в Киевском военном училище.
С началом Великой Отечественной войны служил в Киевской военной комендатуре, участвовал в обороне города.
Старший сержант П. Г. Ионичев в сентябре 1941 года попал в окружение, в 20-х числах сентября 1941 года был тяжело ранен и пленён гитлеровцами.
Умер от ран 15 октября 1941 года в лагере для военнопленных. Похоронен в Киеве.

## Награды
- Указом Президиума Верховного Совета СССР от 21 марта 1940 года «за образцовое выполнение боевых заданий командования на фронте борьбы с финской белогвардейщиной и проявленные при этом отвагу и геройство» красноармейцу Ионичеву Петру Григорьевичу присвоено звание Героя Советского Союза с вручением ордена Ленина и медали «Золотая Звезда» (№ 96).